# Arquidam III
Arquidam III (grec antic: Ἀρχίδαμος, llatí: Archidamus) va ser rei d'Esparta el 20è dels europòntides, de l'any 360 aC al 338 aC. Era fill d'Agesilau II.
El seu primer acte conegut va ser intercedir davant el seu pare en favor de Esfòdries, pare del seu amic Cleònim, per evitar-li el càstig pel seu fracàs en la invasió d'Àtica l'any 378 aC, segons Xenofont. El 371 aC, malalt Agesilau II, va ser enviat en ajut dels espartans derrotats a la batalla de Leuctra, als que va fer tornar a Esparta, després d'una mediació de Jàson de Feres.
El 367 aC amb ajut d'auxiliars enviats per Dionís el vell de Siracusa, va derrotar els arcadis i argius en el que es va anomenar "la batalla sense llàgrimes", ja que no va perdre cap soldat. El 366 aC Isòcrates va publicar la seva obra Arquidam, dedicada al príncep. El 364 aC el van enviar a Arcàdia que estava en guerra amb Èlida, i el 362 aC es va quedar a Esparta mentre Agesilau es reunia amb els aliats a Mantinea, i va defensar Esparta dels atacs d'Epaminondes, com diuen Xenofont, Diodor de Sicília i Plutarc.
El 356 aC va succeir al seu pare al tron. Va participar en la guerra sagrada ajudant a Filomel de la Fòcida a ocupar Delfos. El 352 aC va esclatar la guerra contra Megalòpolis, i va obtenir alguns èxits però no es va aconseguir la dissolució de la Lliga. La guerra sagrada es va acabar el 346 aC i Arquidam III va anar aquest any a la Fòcida al capdavant de 1000 homes, suposadament a petició dels mateixos focidis; però a l'arribada del rei Filip II de Macedònia va retornar al Peloponès.
El 338 aC va anar a Itàlia en ajut de Tàrent contra els lucans i va morir en batalla el mateix dia que Filip II obtenia la victòria a la batalla de Queronea. Esparta li va aixecar una estàtua a Olímpia que descriu Pausànias.